# Lemstervaart
De Lemstervaart is een kanaal in Flevoland. Het kanaal loopt van Emmeloord naar Lemmer en mondt uit in het IJsselmeer. Bij Emmeloord is het kanaal verbonden met de Urkervaart en de Zwolse Vaart.